# Addicció a la Viquipèdia
L'addicció a la Viquipèdia és l'ús addictiu i excessiu de la Viquipèdia que té un impacte negatiu sobre la vida de la persona que pateix aquest trastorn. Es tracta d'un tipus d'addicció a Internet.
Entre els problemes associats a aquesta addicció, a la bibliografia científica s'han citat la incapacitat de gestionar la ràbia, dificultats en les relacions interpersonals, un deteriorament de la comunicació amb la família i una cura personal deficient, així com símptomes físics com ara cervicàlgia, dolors musculars, vista cansada, dificultats per adormir-se a causa de les ganes de consultar la Viquipèdia i retenció d'orina durant hores mentre es navega. S'ha descrit l'ús de la teràpia conductual com a tractament per a aquesta addicció.
La «viquiaddicció», un concepte humorístic inventat per la comunitat de la Viquipèdia per referir-se a l'ús obsessiu de l'enciclopèdia en línia, ha estat criticada per amagar l'impacte negatiu de l'ús excessiu de la Viquipèdia sobre les relacions entre persones.
El caràcter addictiu de la Viquipèdia ha estat comparat al dels videojocs de rol massius (MMORPG).